# Sân bay Gogrial
Sân bay Gogrial (IATA: n/a, ICAO: HSGO) là một sân bay ở thị trấn Gogrial, bang Warrap, Nam Sudan.

## Vị trí
Sân bay Gogrial nằm gần biên giới với Sudan và vùng Abyei.
Vị trí này nằm cách Sân bay quốc tế Juba khoảng 560 km (350 mi) về phía tây bắc. Sân bay Gogrial nằm trên mực nước biển 397 m (1.302 ft). Nó có một đường băng không trải nhựa.